# Calabriano
Nella scala dei tempi geologici, il Calabriano è il secondo dei quattro piani   in cui è suddiviso il Pleistocene, la prima delle due epoche del Quaternario. 
È compreso tra 1,80 e 0,774 milioni di anni fa (Ma).
È preceduto dal Gelasiano e seguito dallo Ioniano.

## Etimologia
Il Calabriano deriva il suo nome dalla Calabria, la regione italiana in cui sono state evidenziate le sezioni stratigrafiche di riferimento per questo periodo.
In particolare a Vrica, 4 km a sud di Crotone.

## Definizioni stratigrafiche e GSSP

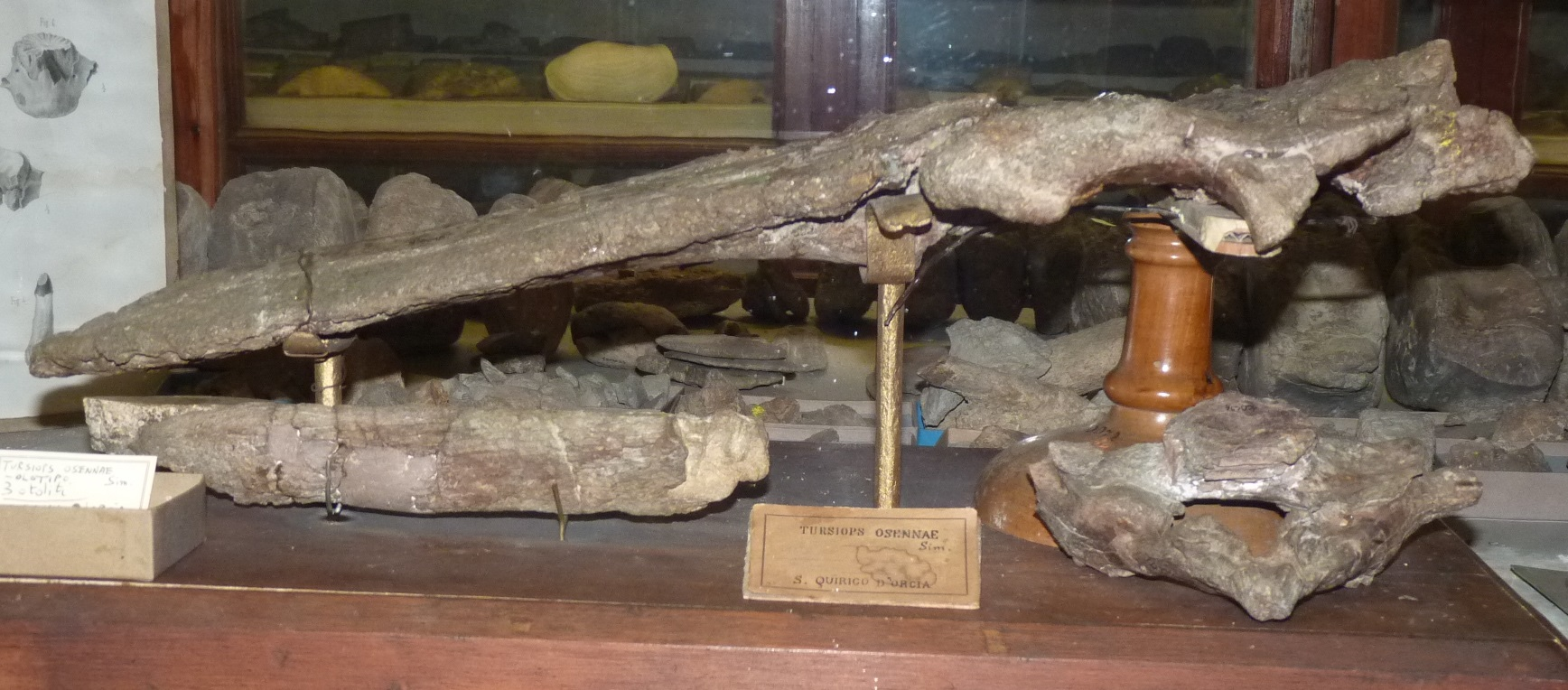
Cranio di Tursiops osennae, un delfino fossile dal Calabriano di S. Quirico d'Orcia (SI). Bologna, Museo Geologico Giovanni Capellini

La base del Calabriano è identificata dalle ultime evidenze fossili dei foraminiferi nanoplanctonici delle specie Discoaster brouweri (appena al di sotto del GSSP), Globigerinoides obliquus extremus e Cyclococcolithus macintyrei (appena al di sopra del GSSP) e dalla prima comparsa di Geophyrocapsa oceanica e Globigerinoides tenellus. Il limite è inoltre di poco superiore (10.000 - 20.000 anni) alla fine della sub-cronozona di inversione magnetica normale Olduvai (C2n).

### GSSP
Il GSSP, il profilo stratigrafico di riferimento della Commissione Internazionale di Stratigrafia, è localizzato in una sezione di argille grigio-bluastre sovrapposte a strati sapropelitici situata presso Vrica, nella penisola di Marchesato, 4 km a sud di Crotone, in Calabria.
Le sue coordinate sono: latitudine: 39°02'18.61" N, longitudine 17°08'05.79"E.